# Бензопірен

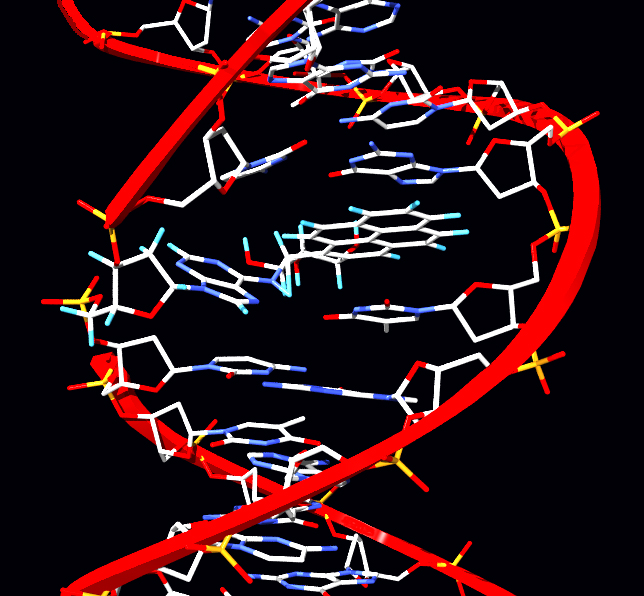
Хімічний зв'язок бензпірену з нуклеотидами молекул ДНК може призводити до важких видів пороків і інших порушень у новонароджених

Бензопіре́н — C20H12, п'ятикільцевий поліциклічний ароматичний вуглеводень. За нормальних умов має вигляд світло-жовтих кристалів, із температурою плавлення 179 °C. Міститься в кам'яно-вугільній смолі, тютюновому димі, забрудненому повітрі великих міст, особливо на великих магістралях і поблизу заправних станцій, в ґрунті, сирій нафті. Утворюється при піролізі ацетилену, стиролу, тетраліну. Дуже сильний мутаген і канцероген, є одним з найнебезпечніших вуглеводнів. Бензопірен є загрозою для здоров'я в будь-якій кількості. Але зараз в Україні є діючою ГДК (згідно з ГН МОЗ СРСР від 19.11.1991 № 6229-91) для ґрунту — 0,02 мг/кг.
Має сильно виражені ароматичні властивості. Особливо легко вступає в реакції електрофільного заміщення, навіть у азосполучення. Утворюється при копченні м'яса. Спроби організму знешкодити бензопірен призводять до утворення іншої, ще токсичнішої, речовини, спроможної безпосередньо ушкоджувати ДНК.

## Вміст Бензопірену
Кожна сигарета є джерелом приблизно 52-95 нанограм (0,05-0,09 мкг) бензопірену.
За даними 2009 року, шоколад, що продавався в Німеччині, вміщує від 0,07 до 0,63 мкг бензопірену на кілограм. Бензопірен з'являється в какао-бобах при сушці й обжарюванні. Аналогічним чином бензопірен з'являється в каві.
Чай вміщує приблизно 2,7 — 63 мкг/кг бензопірену в сухій речовині, але в процесі заварювання тільки 1,6 % потрапляє в напій, при цьому вміст бензопірену складе 0,35-18,7 нг/літр.
М'ясо після термічної обробки може вміщувати до 4 мкг бензопірену на кілограм, і до 5.5 мкг/кг в смаженій курятині. У деяких випадках, наприклад в пересмаженому м'ясі, приготованому в барбекю на вугіллі, може вміщуватися до 62.6 мкг/кг.

## Обмеження в Євросоюзі
У Євросоюзі існують гранично допустимі норми вмісту цього вуглеводня в продуктах харчування. Відповідно до Директиви 1881/2006 олії та жири (крім какао-масла) можуть містити 2 мкг бензопірену на кг, копчені м'ясо та риба — 5 мкг/кг, звичайна риба — 2 мкг/кг. У ЄС допускається навіть вміст бензопірену в дитячому харчуванні та харчуванні на основі зернових, але не більше 1 мкг/кг.

## Обмеження в Україні
В Україні нормується вміст бензопірену лише в соняшниковій олії — його допустима концентрація така ж, як у ЄС. Вперше в Україні про «бензопіренову проблему» заговорили у Центрі експертиз «Тест». У 2005 році фахівці центру перевірили вміст цієї речовини у соняшниковій олії. Результати виявились невтішними — із 20 зразків олії перевищення допустимої у ЄС норми виявили у 16.

## Вплив бензопірену на організм людини
Бензопірен виділяється під час знищення вогнем сухого листя восени. Спалені рослинні залишки починають тліти і всередині з'являється бензопірен — вуглеводень, що викликає ракові захворювання у людському організмі, провокує бронхіт, алергічні реакції на шкірі. Щоб зрозуміти роботу цієї сполуки в організмі, то знайте, що навіть радіоактивні речовини розщеплюються, а от бензопірен залишається. Лікар Юрій Межибовський коментує, що дим від вогнища містить у 350 разів більше отруйних речовин, ніж дим від куріння. Люди продовжують знищувати листя та часто неправильно поводяться з вогнем. Тоді і наслідки маємо відповідні — пожежі, проблеми зі здоров'ям.